# Москоу (Охајо)
Москоу (енгл. Moscow) град је у америчкој савезној држави Охајо.

## Демографија
По попису из 2010. године број становника је 185, што је 59 (-24,2%) становника мање него 2000. године.
| Група             | 2000.       | 2010.       |
| Белци             | 237 (97,1%) | 180 (97,3%) |
| Афроамериканци    | 1 (0,4%)    | 2 (1,1%)    |
| Азијати           | 1 (0,4%)    | 0 (0,0%)    |
| Хиспаноамериканци | 0 (0,0%)    | 3 (1,6%)    |
| Укупно            | 244         | 185         |